# Lobidiopteryx xanthosoma
Lobidiopteryx xanthosoma là một loài bướm đêm trong họ Geometridae.